# Bruce Whitehill
Bruce Whitehill, né à New York, est un auteur et collectionneur de jeux de société américain. Sa collection lui vaut le surnom de "Big game hunter" et une expertise scientifique autour de l'histoire du jeu de société aux États-Unis  et de son industrie à partir du milieu du XIXe siècle.

## Auteur de jeux de société
Après un Bachelor of arts de psychologie à l'Université Washington de Saint-Louis, en 1967 et un Master of arts de psychologie interculturelle de l'Université d'Etat de San Francisco en 1979, Bruce Whitehill commence sa carrière d'auteur de jeux de société pour Milton Bradley Co. en 1982. Durant deux années chez l'éditeur américain, il répond surtout à des projets de commandes de jeux de licences d'émissions de télévision, de dessins animés ou de jeux vidéo.
Au rachat de MB par la société Hasbro, Whitehill est remercié. Il travaille toutefois comme conseiller à la conception de jeux pour Hasbro et continue à réaliser des jeux de manière indépendante ainsi que pour d'autres éditeurs.
| Titre                                                   | Editeur                                                                       | Datation   | Licence citée                                                                                   | Récompenses |
| ------------------------------------------------------- | ----------------------------------------------------------------------------- | ---------- | ----------------------------------------------------------------------------------------------- | --- |
| Centipede                                               | Milton Bradley                                                                | 1983       | Jeu vidéo Centipede sur arcade, datant de 1981                                                  | |
| Ripley’s Believe It or Not!                             | Milton Bradley                                                                | 1984       | Dessin animé Ripley’s Believe It or Not!                                                        | |
| Snoopy Card Game                                        | Milton Bradley                                                                | 1984       | Personnage Snoopy du comics Peanuts                                                             | |
| Fraggle Rock                                            | Milton Bradley                                                                | 1984       | Emission pour enfants Fraggle Rock                                                              | |
| Championship Baseball                                   | Milton Bradley                                                                | 1984       | Basé sur les Ligues majeures de baseball. Le jeu contient des images à collectionner de joueurs | |
| U.S. Trivia Trip                                        | American Hotel & Motel Assoc.                                                 | 1985       |                                                                                                 | |
| Psychedelic Cipher Caper                                | Sandpiper Creations                                                           | 1995       |                                                                                                 | |
| Stealth: The Game                                       | Talicor/Aristoplay                                                            | 1996       |                                                                                                 | |
| Trivial Pursuit édition “Know It All”                   | Hasbro                                                                        | 1998       |                                                                                                 | |
| Change Horses                                           | Eggertspiele (Allemagne) et Rio Grande Games (Etats-Unis)                     | 2008       |                                                                                                 | |
| Talat/Drei                                              | HUCH! (Allemagne), Amo Oy (Finlande), Puzzlewood, Bard Centrum Gier (Pologne) | 2008       |                                                                                                 | - Nuremberg Toy Award, 2012 (primé) - Dr. Toy’s “Ten Best Games of 2012”, 2012 (primé) - Spielzeug (toy & game) Award, 2012 (primé) - MinD-Spieletipp, Branche allemande de Mensa, 2013 (nommé) - MinD-Spielepreis, Branche allemande de l'association Mensa, 2014 (nommé) |
| Fuse/Lunte/Get Lit!                                     | Mücke Spiele                                                                  | 2009, 2014 |                                                                                                 | |
| Lunte: Guy with Match (contenu additionnel de Lunte)    | Mücke Spiele                                                                  | 2014       |                                                                                                 | |
| Lunte: Fire Distinguisher(contenu additionnel de Lunte) | Mücke Spiele                                                                  | 2014       |                                                                                                 | |
| High Five                                               | moses. Verlag GmbH                                                            | 2015       |                                                                                                 | |
| In or Out (avec Alfonzo Smith Jr.)                      | R&R Games                                                                     | 2017       |                                                                                                 | |
| Outback Crossing,                                       | Mücke Spiele                                                                  | 2019       |                                                                                                 | |

A l'image de sa collection, Bruce Whitehill s'intéresse et réalise des casse-têtes et des énigmes sur papier depuis 2011. Ses jeux reprennent, pour certains, l'univers des enquêtes d'Hercule Poirot d'Agatha Christie.
Depuis 2005, il vit en Allemagne avec son épouse Sybille, avec qui il travaille sur la traduction de règles de jeux. Il est membre de ESG Europe Collectors, association européenne des collectionneurs de jeux et de la Spiele-Autoren-Zunft e.V. ("Association des Auteurs de Jeux").

## Collectionneur de jeux de société
A partir des années 1980, Bruce Whitehill commence sa collection de jeux de société, majoritairement américains, lui valant le surnom de "Big Game Hunter" ("Le grand chasseur de jeux"). En 2020, il explique que sa pratique de collecte a débuté au fil de ses recherches pour son travail d'auteur de jeux et qu'elle était, dans un premier temps, décorrélée de celle du jeu.
En 1985, il fonde l'American Game Collectors Association (AGCA), devenue en 1999 l'Association of Game & Puzzle Collectors (AGPC) et depuis 2016 l'Association for Games & Puzzles International (AGPI). L'association regroupe des collectionneurs mais aussi des chercheurs en sciences du jeu du monde entier.
Dans le cadre de son activité de collectionneur de jeux, il écrit dans des revues spécialisées comme l'Antique Toy World magazine, Board game studies Journal et All in the Game. Sa pratique scientifique se base notamment sur sa collection et le développement d'un système de classement des jeux, inspiré de celui de Stewart Culin (1858–1929), anthropologue s'intéressant au jeu.
Du 10 septembre 2004 au 28 février 2005, le Musée Suisse du jeu de la Tour-de-Peilz présente l'exposition Americanopoly à partir de sa collection pour laquelle il rédige son catalogue, Americanopoly. Il y présente sa collection mais aussi l'histoire du jeu de société aux Etats-Unis.
Parallèlement, Whitehill collectionne aussi des casse-têtes et des puzzles de différentes origines, matériaux et dates. Cette collections inclus des labyrinthes, des jeux d'optique, de lettres et de constructions du dernier quart du XIXème siècle au XXIème siècle.

### Le Fonds patrimonial du jeu de société
En 2007, la ludothèque de Boulogne-Billancourt décide d'acheter la collection de Bruce Whitehill mise en vente à Philadelphie. La ludothèque, fondée en 1979 et devenue une association loi 1901 en 1990, avait déjà une collection de 6 000 jeux de société européens (dont 90% de production française) et de jeux de rôle de 5 000 titres. Grâce au travail de Marine Granger, dès les années 1980, la ludothèque décide de conserver les boites de jeux de société, ces derniers n'étant pas soumis au dépôt légal. La collection intègre ainsi 4 700 jeux, majoritairement américains, à partir de 1843. A leur arrivée dans les hangars municipaux de Boulogne-Billancourt, les jeux sont inventoriés, conditionnés et photographiés.

Cet achat s'intègre à un ambitieux projet de la commune de conservatoire du jeu de société sur l'ancien emplacement des usines Renault. La ludothèque à cette occasion se rebaptise Conservatoire National du Jeu (CNJ). Si le projet devait être un pas vers la patrimonialisation du jeu de société, accueillant par exemple des expositions, il est abandonné au changement de conseil municipal. Toutefois après un passage par les entrepôts de l'éditeur Asmodee, la collection devient en 2020 le Fonds patrimonial du jeu de société, géré par le CNJ, devenu le Centre Ludique de Boulogne-Billancourt (CLuBB) en 2018, et l'Université Sorbonne-Paris-Nord. Actuellement conservé à la Bibliothèque universitaire Edgar Morin, le fonds est associé aux travaux de recherches du laboratoire Experice, notamment sur les rapports entre les productions américaines et européennes.

Jeux présents dans la collection du Fonds patrimonial du jeu de société
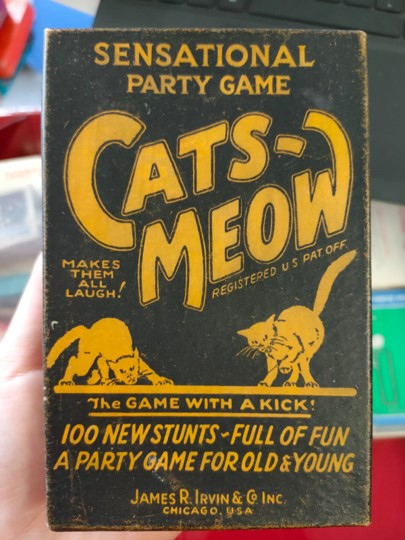
Jeu d'ambiance Cats-Meow édité par James R. Irvin & Co. Inc. à Chicago dans les années 1920
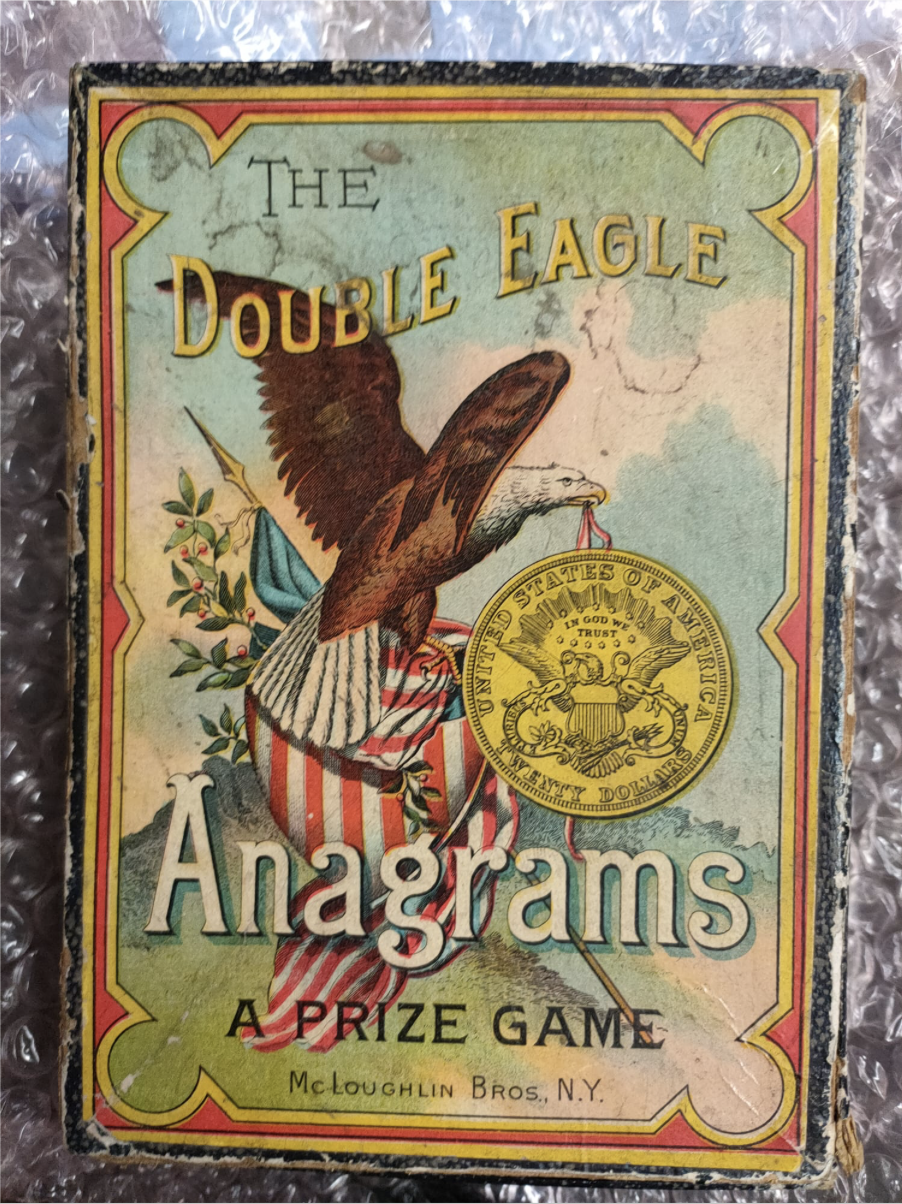
Jeu de lettres Anagrams édité par McLoughlin Brothers à New York dans les années 1890
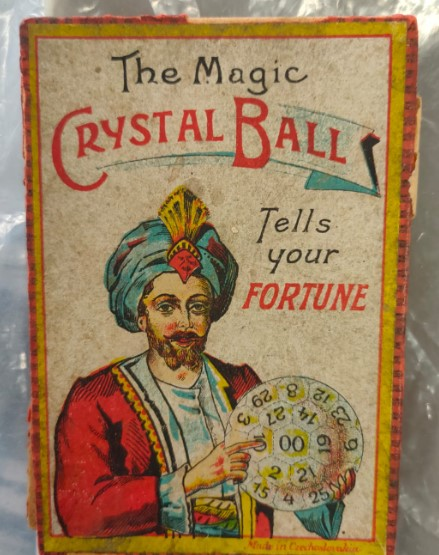
Jeu de hasard reprenant les dés de divination à 32 faces traditionnels en cristal de Bohème. Années 1930. Produit en Tchécoslovaquie.
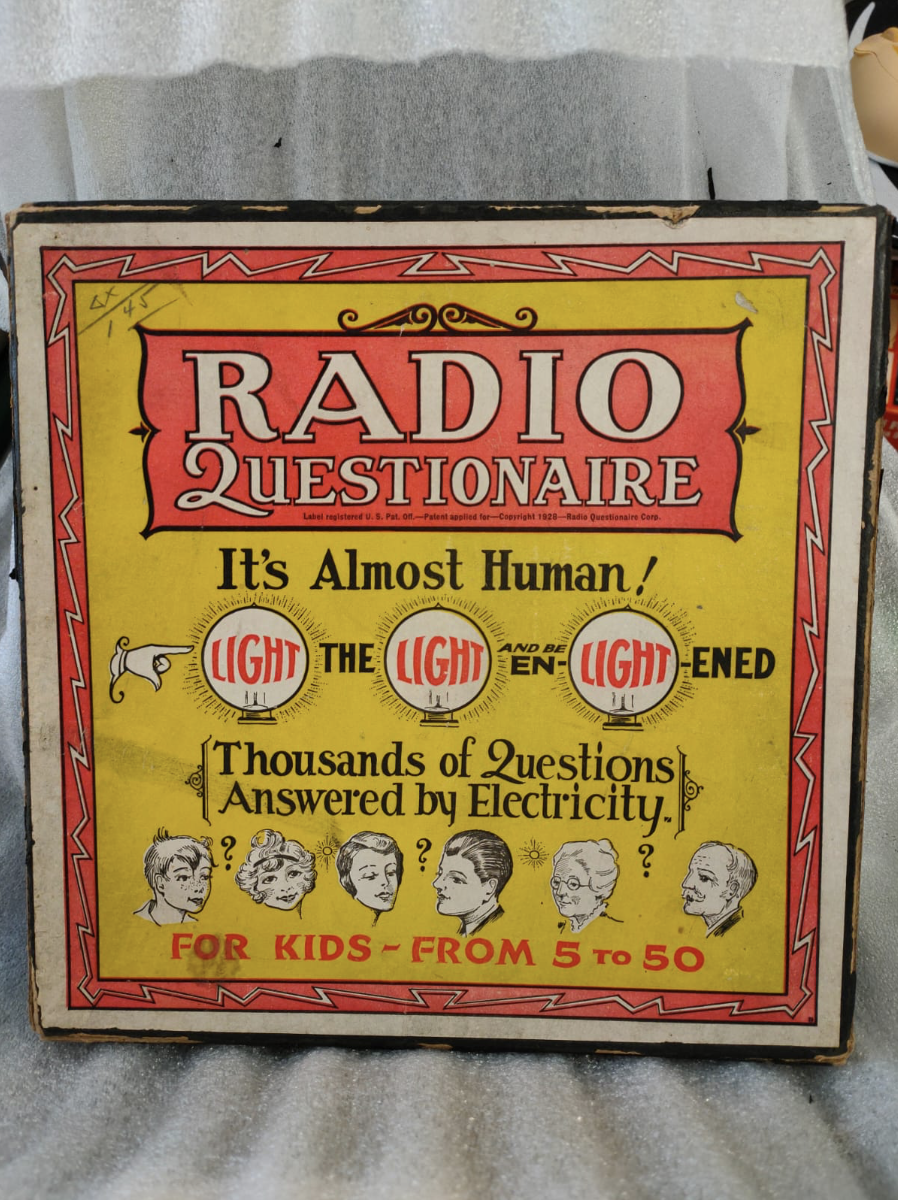
Jeu éducatif et de circuit Radio questionnaire édité par Durable Toy & Novelty en 1928
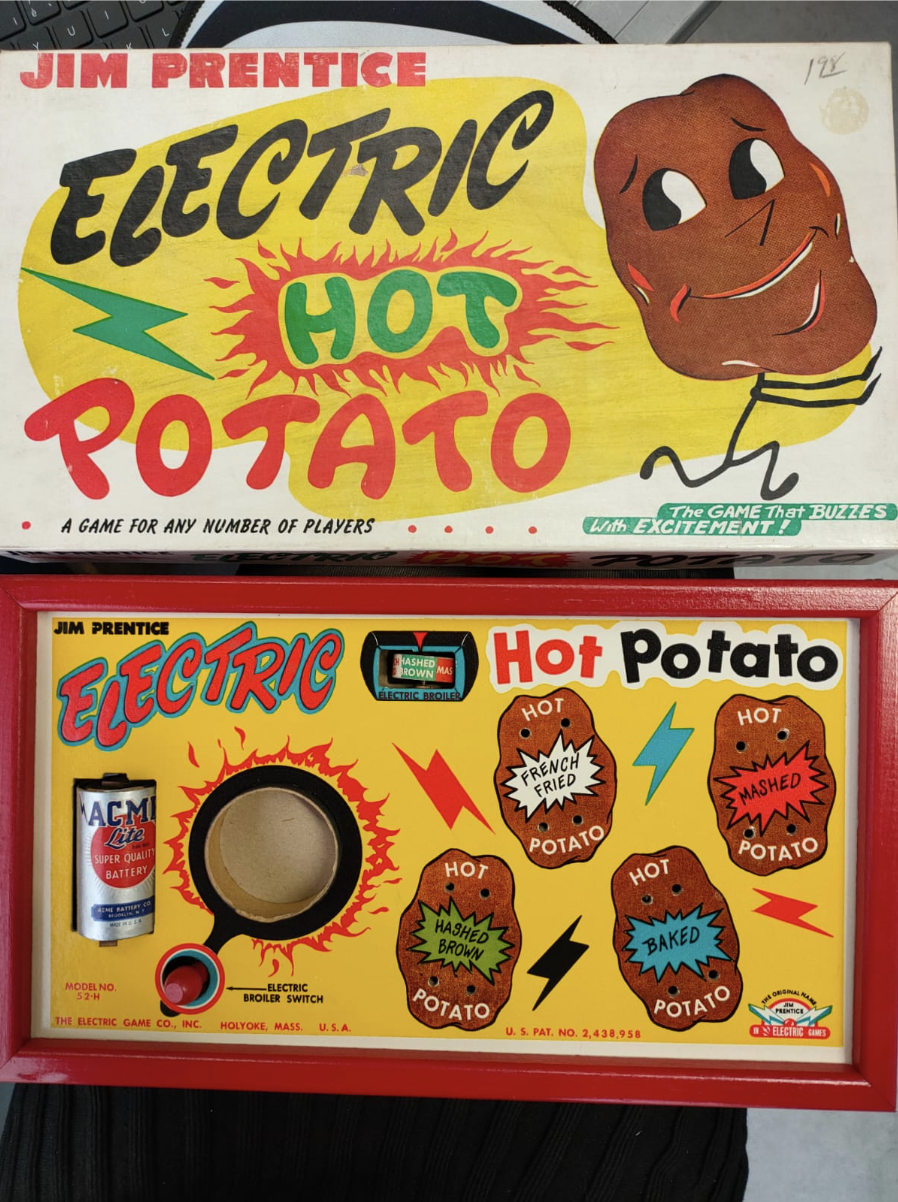
Jeu de circuit Electric Hot Potato de Jim Prentice, édité dans les années 1940

Il collabore aussi avec d'autres collections comme celle du The Strong National Museum of Play, du Musée suisse du jeu et du Musée allemand du jeu à  Chemnitz.

## Distinction
- Bradley-Parker Award, 2008, prix décerné par l'Association of Game & Puzzle Collectors (aujourd'hui l'Association of Game & Puzzle International)[18]

- Une vie dédiée au jeu Award, 2021, Dau Barcelona, Festival du jeu de Barcelone[33]